# 305254 Moron
305254 Moron è un asteroide della fascia principale. Scoperto nel 2007, presenta un'orbita caratterizzata da un semiasse maggiore pari a 2,7939664 UA e da un'eccentricità di 0,0838624, inclinata di 5,07224° rispetto all'eclittica.